# عمر الداحي
عمر عبد الله الداحي (من مواليد 15 ديسمبر 1999) هو لاعب كرة قدم يمني محترف يلعب مع نادي الكرمة العراقي والمنتخب اليمني.

## مسيرته الكروية
بدأ الداحي مسيرته الكروية مع فريق الشعب صنعاء، وانضم لاحقا إلى نادي القاسم العراقي. في نوفمبر 2020 انتقل إلى نادي أسوان المصري. 

## المشاركة الدولية
ظهر لأول مرة دوليًا في 8 أغسطس 2019 ، في بطولة اتحاد غرب آسيا لكرة القدم 2019 التي أقيمت في العراق بمباراة ضد لبنان بنتيجة 2-1.
في 5 سبتمبر 2019 ، ظهر الداحي في تصفيات كأس العالم لكرة القدم 2022 التي أقيمت في قطر وسجل هدفه الأول لليمن ضد السعودية بالتعادل 2-2.

## الأهداف الدولية
| #  | التاريخ        | المكان                                  | الخصم    | الأهداف | النتيجة | المنافسة               |
| -- | -------------- | --------------------------------------- | -------- | ------- | ------- | ---------------------- |
| 1. | 10 سبتمبر 2019 | استاد البحرين الوطني ، الرفاع ، البحرين | السعودية | 2-1     | 2-2     | تصفيات كأس العالم 2022 |
| 2. | 14 نوفمبر 2019 | ملعب المحرق ، المحرق ، البحرين          | فلسطين   | 1 –0    | 1–0     | تصفيات كأس العالم 2022 |